# Carta d'identità elettronica
La carta d'identità elettronica è un documento di riconoscimento che utilizza dati in formato digitale.
È una carta d'identità che può essere utilizzata per l'identificazione personale o l'autenticazione su sistemi elettronici (anche in rete). È una smart card in formato ID-1 (come le carte di credito), con un microprocessore, recentemente anche in tipologia contactless, similmente al passaporto biometrico. Il microprocessore contiene anche informazioni identificative memorizzate permanentemente sulla carta (come il nome e la data di nascita del titolare), la fotografia ed eventualmente i dati biometrici, quali ad esempio le impronte in formato digitale. La carta può essere usata per l'autenticazione online, come per la verifica dell'età o per servizi dell'amministrazione digitale.
Una firma digitale, fornita da una compagnia privata, potrebbe essere presente sul microprocessore.

## Galleria d'immagini

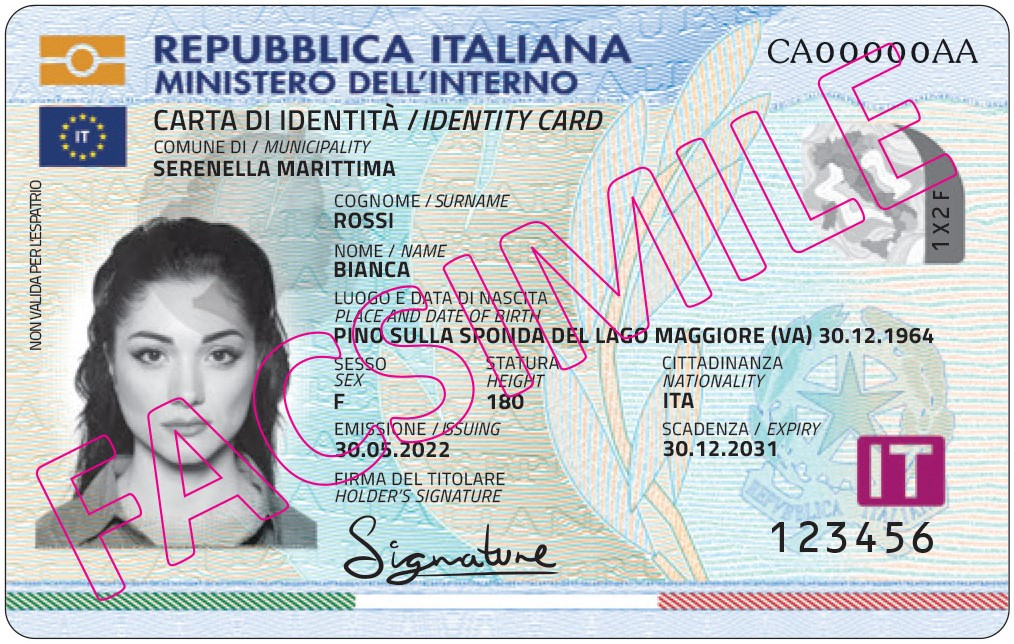
Carta d'identità elettronica italiana.
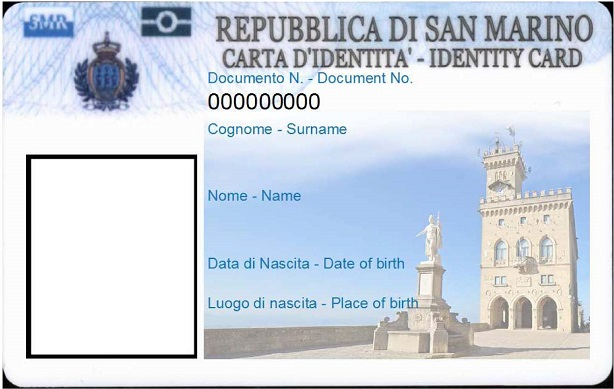
Carta d'identità sammarinese.